# Studienverlag
Der Studienverlag (Eigenschreibweise: StudienVerlag), gegründet 1990 von Elfriede Sponring und Markus Hatzer, ist ein österreichischer Wissenschaftsverlag in Innsbruck. Ein weiterer Verlagssitz folgte in Wien; seit März 2001 besteht auch eine Niederlassung in Bozen.

## Unternehmen
Ziel der Gründung war es, wissenschaftliche Literatur auch einem breiten Publikum zugänglich zu machen.
Zur Studienverlags-Gruppe zählen ebenso der Löwenzahn Verlag, der Skarabaeus Verlag sowie der literarische Haymon Verlag.

## Publikationen
Der Studienverlag ist ein Forum für aktuelle wissenschaftliche Diskussionen, kontroversielle Themen und interdisziplinäre Betrachtungsweisen. Die Schwerpunkte bilden die Kultur- und Sozialwissenschaften, wo insbesondere das Ineinanderspiel und die Verbindungen von Kultur, Gesellschaft, Geschichte und Politik im Mittelpunkt stehen. Aktuelle wissenschaftliche Strömungen wie die Frauen- und Genderforschung und die Zeitgeschichte Österreichs oder auch innovative Entwicklungen innerhalb der Pädagogik besitzen einen festen Platz im Programm des Studienverlags.
Zwölf renommierte Zeitschriften aus den Bereichen Geschichte und Zeitgeschichte, Pädagogik und Medienwissenschaft erweitern das Programm, darunter die Halbjahres-Schrift Transversal. Zeitschrift für Jüdische Studien, eine Peer-Review-Zeitschrift des Centrums für Jüdische Studien der Karl-Franzens-Universität Graz, seit 2006 mit der ISSN 1607-629X, sowie das bilinguale historische Fachperiodikum Geschichte und Region/Storia e regione.
Seit 2008 erscheint die Reihe Österreichische Beiträge zur Geschichtsdidaktik.